# Tom Kenny
Tom Kenny (New York, 1962. július 13. –) amerikai színész, szinkronszínész, humorista. Az ő eredeti hangján szólal meg SpongyaBob Kockanadrág, a Pindúr pandúrok narrátora és még számos karakter. Napjainkban az egyik legfoglalkoztatottabb szinkronszínész. A SpongyaBob Kockanadrágban ő alakította a félszemű kalózt is. 2007-ben házigazdája volt egy show műsornak (Funday Night at the Movies on TCM), melyben a gyerekeket ösztönzik a régi filmek nézésére.

## Zenei karrierje
Tom az 1980-as évek óta vezető énekese a The Tearjerkers nevű együttesnek. A komikus, Bobcat Goldthwait egyik filmjében (Shakes the Clown) főszerepet adott neki, majd a későbbiekben együtt zenéltek a The Trend nevű együttesben. Kenny rendszeresen feltűnt az NBC zenés videoshow-jában, a Friday Night Videos-ban, melynek 1991-ben házigazdája is lett egy időre. 1996-ban Kenny feleségével együtt jelent meg az egyik videóklipjében, amelyben egy olyan nászutas párt alakítottak, akik a mézesheteiket a Holdon töltik. Akkora siker volt, hogy összesen hat MTV zenei díjat is kapott.

## Filmográfia

### Élőszereplős művek

#### Film
| Év   | Magyar cím                | Eredeti cím                        | Szerep                    | Magyar hang    |
| ---- | ------------------------- | ---------------------------------- | ------------------------- | -------------- |
| 1989 | Agyilag zokni             | How I Got into College             | „B”                       |                |
| 1991 | Bohóc-sztori              | Shakes the Clown                   | Binky a bohóc             |                |
| 1994 | Áramember 2. – Mr. Agyrém | Plughead Rewired: Circuitry Man II | Guru                      | Csuja Imre     |
| 2002 | Fuss, Ronnie, fuss!       | Run Ronnie Run                     | TV-riporter               |                |
| 2002 | Fuss, Ronnie, fuss!       | Run Ronnie Run                     | Gleh’n, szektavezér       | Seder Gábor    |
| 2004 |                           | Comic Book: The Movie              | Derek Sprang              |                |
| 2004 | Túlélni a karácsonyt      | Surviving Christmas                | ajándékot csomagoló férfi |                |
| 2005 | Szuper felsőtagozat       | Sky High                           | Mr. Timmerman             |                |
| 2009 | A világ legjobb apja      | World's Greatest Dad               | Jerry Klein               | Fellegi Lénárd |
| 2017 | A nemek harca             | Battle of the Sexes                | Bob Sanders               | Kardos Róbert  |

#### Televízió
| Év        | Magyar cím             | Eredeti cím                           | Szerep                            | Megjegyzések                                |
| --------- | ---------------------- | ------------------------------------- | --------------------------------- | ------------------------------------------- |
| 1992      |                        | Medusa: Dare to Be Truthful           | Bobo Kaufman                      | tévéfilm                                    |
| 1992–1993 |                        | The Edge                              | több szereplő                     |                                             |
| 1994      | Ronda és veszélyes     | Attack of the 5 Ft. 2 In. Women       | rendező                           | tévéfilm                                    |
| 1995–1998 |                        | Mr. Show                              | stábtag                           | 1-3. évad                                   |
| 1995      | Halálos hétvége        | Dead Weekend                          | Joe Blow                          | - tévéfilm - magyar hangja: - Csonka András |
| 1995      |                        | Out There                             | férfi                             | tévéfilm                                    |
| 1996      | Malibui szívtiprók     | Malibu Shores                         | vita moderátora                   | 1 epizód                                    |
| 1996      |                        | Arli$$                                | Greg Reem                         | 1 epizód                                    |
| 1996–1997 |                        | Brotherly Love                        | Doug / Lucien                     | 2 epizód                                    |
| 1997–1998 | Divatalnokok           | Just Shoot Me                         | Persky                            | visszatérő szerep (2. évad)                 |
| 2001      | Azok a 70-es évek show | That '70s Show                        | Woofy                             | 1 epizód                                    |
| 2003      |                        | Windy City Heat                       | Santiago, meleg jelmeztervező     | tévéfilm                                    |
| 2010      | True Jackson, VP       | True Jackson, VP                      | Bingo                             | 2 epizód                                    |
| 2011–2012 |                        | Big Time Rush                         | Patchy a kalóz                    | 2 epizód                                    |
| 2013      |                        | The Haunting Hour: The Series         | Howee nagybácsi                   | 1 epizód                                    |
| 2015      |                        | W/ Bob and David                      | több szerep                       | 3 epizód                                    |
| 2019      |                        | The SpongeBob Musical: Live on Stage! | Patchy a kalóz / francia narrátor |                                             |

## Szinkronszerepei

### Filmek
| Év   | Magyar cím                                          | Eredeti cím                                                               | Szerep                                                               | Magyar hangja / megjegyzés                                                         |
| ---- | --------------------------------------------------- | ------------------------------------------------------------------------- | -------------------------------------------------------------------- | ---------------------------------------------------------------------------------- |
| 2001 | Dr. Dolittle 2.                                     | Dr. Dolittle 2                                                            | Hím teknős                                                           |                                                                                    |
| 2001 |                                                     | The Flintstones: On the Rocks                                             | hangosbemondó, mamut, gonosz majom                                   |                                                                                    |
| 2002 | Pindúr pandúrok: A mozifilm                         | The Powerpuff Girls Movie                                                 | Narrátor Bogármester Mitch Mitchelson Arturo Kígyó Ka-Ching Ka-Ching | Kőszegi Ákos Dobránszky Zoltán Seder Gábor Breyer Zoltán Szokol Péter Pálfai Péter |
| 2002 | 8 őrült éjszaka                                     | Eight Crazy Nights                                                        | A Sharper Image elnöke                                               |                                                                                    |
| 2003 | Abra-Katasztrófa!                                   | The Fairly OddParents: Abra-Catastophe                                    | Ámor, élelmiszeres srác, tündér őrmester, gyerek                     |                                                                                    |
| 2003 |                                                     | The Powerpuff Girls: 'Twas the Fight Before Christmas                     | Narrátor, manó, kicsi fiú                                            |                                                                                    |
| 2003 | Scooby-Doo és a vámpír legendája                    | Scooby-Doo and the Legend of the Vampire                                  | Harry / Stormy Weathers Barry / Lightning Strikes                    | Karácsonyi Zoltán Elek Ferenc                                                      |
| 2003 | Animátrix                                           | The Animatrix                                                             | Operátor                                                             |                                                                                    |
| 2004 | Spongyabob – A mozifilm                             | The SpongeBob SquarePants Movie                                           | Spongyabob Kockanadrág Narrátor Csigusz                              | Baráth István Józsa Imre Szokol Péter                                              |
| 2005 | PiROSSZka – A jó, a rossz, a farkas, MEGAnagyi      | Hoodwinked!                                                               | Tommy                                                                |                                                                                    |
| 2005 | Porco Rosso – A mesterpilóta                        | Porco Rosso                                                               | Ferrari                                                              |                                                                                    |
| 2005 | Stuart Little, kisegér 3. – A vadon hívása          | Stuart Little 3: Call of the Wild                                         | erdei állatok, cserkészek                                            |                                                                                    |
| 2005 | Aloha, Scooby-Doo!                                  | Aloha, Scooby-Doo!                                                        | Ruben Laluna                                                         | Juhász György                                                                      |
| 2005 | Tom és Jerry – Macska a Marson                      | Tom and Jerry: Blast Off to Mars                                          | Grob Marsbéli őr #2 Kertész #1                                       | Bácskai János Szűcs Sándor Varga Rókus                                             |
| 2005 |                                                     | Here Comes Peter Cottontail: The Movie                                    | Peter Cottontail, Junior, Antoine                                    |                                                                                    |
| 2005 | Pici strici                                         | Lil' Pimp                                                                 | Billy, Clancey                                                       |                                                                                    |
| 2005 | Tom és Jerry – Vigyázz, kész, sajt!                 | Tom and Jerry: The Fast and the Furry                                     | Gorthan, Bálna                                                       | Breyer Zoltán (Gorthan)                                                            |
| 2005 |                                                     | Legend of Frosty the Snowman                                              | Mr. Tinkerton                                                        |                                                                                    |
| 2005 | Batman és Drakula                                   | The Batman vs. Dracula                                                    | Oswald Cobblepot / Pingvin                                           | Orosz István                                                                       |
| 2006 | Hangya boy                                          | Ant Bully                                                                 | hangya, drón hangya                                                  |                                                                                    |
| 2006 | Agyátültetés                                        | Re-Animated                                                               | Tux                                                                  |                                                                                    |
| 2007 | Fedőneve: Pipő                                      | Happily N'Ever After                                                      | Amigo, Törpe, Hírnök, Farkas                                         |                                                                                    |
| 2007 | Atlantisz KockaNadrantisz                           | SpongeBob's Atlantis SquarePantis                                         | Spongyabob Kockanadrág, Csigusz                                      | Baráth István                                                                      |
| 2007 | A Robinson család titka                             | Meet the Robinsons                                                        | Mr. Willerstein                                                      | Rudas István                                                                       |
| 2007 | Superman: Ítéletnap                                 | Superman: Doomsday                                                        | Robot                                                                | Seder Gábor                                                                        |
| 2007 |                                                     | Elf Bowling the Movie: The Great North Pole Elf Strike                    | Dingle Kringle                                                       |                                                                                    |
| 2008 |                                                     | Unstable Fables: 3 Pigs and a Baby                                        | Dr. Wolfowitz, Éneklő farkas                                         |                                                                                    |
| 2009 | Spongyabob a hűtő csapdájában                       | SpongeBob's Truth or Square                                               | Spongyabob Kockanadrág, Csigusz, további karakterek                  | Baráth István                                                                      |
| 2009 | Transformers: A bukottak bosszúja                   | Transformers: Revenge of the Fallen                                       | Skids Wheelie                                                        | Józsa Imre Kossuth Gábor                                                           |
| 2009 |                                                     | The Haunted World of El Superbeasto                                       | Rover, Otto, öreg ember                                              |                                                                                    |
| 2010 |                                                     | Kung Fu Magoo                                                             | Dr. Malicio                                                          |                                                                                    |
| 2010 | Csimpilóták 2.                                      | Space Chimps 2: Zartog Strikes Back                                       | malac, riporter                                                      |                                                                                    |
| 2011 | Micimackó                                           | Winnie the Pooh                                                           | Nyuszi                                                               | Szacsvay László                                                                    |
| 2011 | Transformers 3.                                     | Transformers: Dark of the Moon                                            | Wheelie                                                              | Kossuth Gábor                                                                      |
| 2011 |                                                     | Quantum Quest: A Cassini Space Odyssey                                    | General Ignorance                                                    |                                                                                    |
| 2011 |                                                     | Twinkle Toes                                                              | apa, további karakterek                                              |                                                                                    |
| 2011 | Gazdátlanul Mexikóban 2.                            | Beverly Hills Chihuahua 2                                                 | Sebastian                                                            | Bardóczy Attila                                                                    |
| 2012 |                                                     | Back to the Sea                                                           | Ben                                                                  |                                                                                    |
| 2012 | Zambézia                                            | Zambezia                                                                  | Marabou                                                              |                                                                                    |
| 2012 | Frankenweenie – Ebcsont beforr                      | Frankenweenie                                                             | New Holland-i polgár                                                 |                                                                                    |
| 2012 | Hotel Transylvania – Ahol a szörnyek lazulnak       | Hotel Transylvania                                                        | csontváz feleség                                                     |                                                                                    |
| 2012 | Gazdátlanul Mexikóban 3.                            | Beverly Hills Chihuahua 3: Viva la Fiesta!                                | Sebastian                                                            |                                                                                    |
| 2012 | Dínó kaland                                         | Dino Time                                                                 | Borace, őr                                                           | Bozsó Péter (Borace)                                                               |
| 2012 |                                                     | Delhi Safari                                                              | Alex                                                                 |                                                                                    |
| 2013 | Lego Marvel Szuperhősök: Felturbózva                | Lego Marvel Super Heroes: Maximum Overload                                | Doktor Oktopusz                                                      | Seszták Szabolcs                                                                   |
| 2014 | Visszatérés Óz birodalmába                          | Legends of Oz: Dorothy's Return                                           | China Suiter                                                         |                                                                                    |
| 2014 | A sárkánylovasok hajnala                            | Dragons: Dawn of the Dragon Racers                                        | Silent Sven                                                          |                                                                                    |
| 2014 | Lego Batman: Ligába csalva                          | Lego DC Comics: Batman Be-Leaguered                                       | Pingvin                                                              | Faragó András                                                                      |
| 2015 | Spongyabob – Ki a vízből!                           | The SpongeBob Movie: Sponge Out of Water                                  | Spongyabob, Csigusz, Waffle                                          | Baráth István (Spongyabob)                                                         |
| 2015 | A Hangya                                            | Ant-Man                                                                   | Nyuszi                                                               |                                                                                    |
| 2015 | Frédi, Béni és a pankrátorok: Leszámolás a kőkorban | The Flintstones & WWE: Stone Age SmackDown!                               | további karakterek                                                   |                                                                                    |
| 2015 | Az Igazság Ligája a Bizarro Liga ellen              | Lego DC Comics Super Heroes: Justice League vs. Bizarro League            | Gumiember, Pingvin                                                   | Kossuth Gábor (Gumiember) Rába Roland (Pingvin)                                    |
| 2015 | Az Igazság Ligája – Harc a légióval                 | Lego DC Comics Super Heroes: Justice League: Attack of the Legion of Doom | Pingvin                                                              | Rosta Sándor                                                                       |
| 2016 | Az Igazság Ligája – Batman és Halálcsapás           | Lego DC Comics Super Heroes: Justice League – Gotham City Breakout        | Pingvin                                                              | Karácsonyi Zoltán                                                                  |
| 2016 |                                                     | The Adventures of Panda Warrior                                           | Manny Mantis, Bernie Hothead, Spinny                                 |                                                                                    |
| 2016 |                                                     | The Laws of the Universe: Part 0                                          | Ummite                                                               |                                                                                    |
| 2016 | Tini szuperhősök – Az év hőse                       | DC Super Hero Girls: Hero of the Year                                     | Jim Gordon Bolond Himzés                                             | Rosta Sándor Zöld Csaba                                                            |
| 2017 | Transformers: Az utolsó lovag                       | Transformers: The Last Knight                                             | Wheelie                                                              | Kossuth Gábor                                                                      |
| 2017 | Lego Tini szuperhősök – Agymosás                    | Lego DC Super Hero Girls: Brain Drain                                     | Jim Gordon                                                           | Bordás János                                                                       |
| 2017 | Lego Scooby-Doo – Tajték-parti bingóparti           | Lego Scooby-Doo! Blowout Beach Bash                                       | Rob Holdout                                                          | Rosta Sándor                                                                       |
| 2018 | Bűbáj herceg és a nagy varázslat                    | Charming                                                                  | tündér                                                               |                                                                                    |
| 2018 | Tini titánok, harcra fel! – A moziban               | Teen Titans Go! To the Movies                                             | gép                                                                  |                                                                                    |
| 2018 |                                                     | The Laws of the Universe Part 1                                           | Ummite                                                               |                                                                                    |
| 2019 |                                                     | Justice League vs. the Fatal Five                                         | Bloodsport                                                           |                                                                                    |
| 2019 |                                                     | Rocko's Modern Life: Static Cling                                         | Heffer Wolfe, további karakterek                                     |                                                                                    |
| 2019 |                                                     | Lego DC Batman: Family Matters                                            | Pingvin, Gordon                                                      |                                                                                    |
| 2019 | Batman vs. Tini Nindzsa Teknőcök                    | Batman vs. Teenage Mutant Ninja Turtles                                   | Pingvin                                                              |                                                                                    |
| 2020 |                                                     | Lego DC: Shazam!: Magic and Monsters                                      | Pingvin, Perry White                                                 |                                                                                    |
| 2020 | SpongyaBob: Spongya szökésben                       | The SpongeBob Movie: Sponge on the Run                                    | Spongyabob Kockanadrág, Csigusz                                      | Baráth István (Spongyabob Kockanadrág)                                             |
| 2020 | Ben 10 az Univerzum ellen: A film                   | Ben 10 Versus the Universe: The Movie                                     | jegesmedve testvérek                                                 |                                                                                    |
| 2021 | Flamik                                              | Extinct                                                                   | Mozart                                                               |                                                                                    |
| 2021 | Trollvadászok: A titánok felemelkedése              | Trollhunters: Rise of the Titans                                          | Ricky Blank                                                          |                                                                                    |
| 2021 |                                                     | DC Showcase: Blue Beetle                                                  | Dr. Spectro                                                          |                                                                                    |
| 2022 | Batman és Superman: A szuper ifjak csatája          | Batman and Superman: Battle of the Super Sons                             | Pingvin, Zöld Íjász, Iskolaigazgató                                  | Szinovál Gyula (igazgató)                                                          |
| 2022 | Pinokkió                                            | Guillermo del Toro's Pinocchio                                            | Hajóskapitány Benito Mussolini                                       | Borbiczki Ferenc Elek Ferenc                                                       |
| 2022 | Pinokkió: Egy igaz történet                         | Pinocchio: A True Story                                                   | Geppetto                                                             |                                                                                    |
| 2023 | A bűvész elefántja                                  | The Magician's Elephant                                                   | De Smedt őrmester Honvédelmi miniszter Krumpliárus                   | Harna Péter Kapácsy Miklós Turi Bálint                                             |
| 2023 |                                                     | Pinocchio and the Water of Life                                           | Pinokkió                                                             |                                                                                    |
| 2024 | Fakopáncs Frici a nyári táborban                    | Woody Woodpecker Goes to Camp                                             | Rozmár Karcsi                                                        | Botár Endre                                                                        |
| 2024 | Bikinifenék megmentése: Szandi Csovi nagy kalandja  | Saving Bikini Bottom: The Sandy Cheeks Movie                              | SpongyaBob Kockanadrág Csigusz                                       | Baráth István Hamvas Dániel                                                        |
| 2025 | Plankton: A film                                    | Plankton: The Movie                                                       | SpongyaBob Kockanadrág                                               | Baráth István                                                                      |
| 2025 | SpongyaBob: Kalózkaland                             | The SpongeBob Movie: Search for SquarePants                               | SpongyaBob Kockanadrág                                               |                                                                                    |

### Sorozatok
| Év              | Magyar cím                                       | Eredeti cím                                                   | Szerep | Magyar hangok |
| --------------- | ------------------------------------------------ | ------------------------------------------------------------- | --- | --- |
| 1993–1996       | Rocko                                            | Rocko's Modern Life                                           | Melák Remek Remek Böszöm Manus Őszibarack Mr. Szmötyi                                                                              | Harsányi Gábor (Melák) Vass Gábor (Remek Remek Böszöm Manus) Kőszegi Ákos (Őszibarack) Csurka László (1. hang, Mr. Szmötyi), Várkonyi András (2. hang, Mr. Szmötyi) |
| 1995            | Micsoda rajzfilm!                                | What a Cartoon!                                               | Tom | |
| 1995            |                                                  | Dr. Katz, Professional Therapist                              | Tom | |
| 1995            |                                                  | Dumb and Dumber                                               | különböző szereplők | |
| 1996–2003       | Dexter laboratóriuma                             | Dexter's Laboratory                                           | Valhallen, további karakterek | |
| 1997–2004       | Johnny Bravo                                     | Johnny Bravo                                                  | Carl Chryniszzswic, további karakterek                                                                                             | Katona Zoltán |
| 1997            | Boci és Pipi                                     | Cow and Chicken                                               | különböző szereplők | |
| 1997            |                                                  | The Online Adventures of Ozzie The Elf                        | különböző szereplők | |
| 1998–2005       | MacsEb                                           | CatDog                                                        | Eb Clifford | Háda János (1–3. évad, Eb), Haás Vander Péter (4. évad, Eb) Rosta Sándor (Clifford) |
| 1998            | A Thornberry család                              | The Wild Thornberrys                                          | Joey | |
| 1998            | Én vagyok Menyus                                 | I Am Weasel                                                   | Boo-Boo Bear | |
| 1998            |                                                  | Godzilla: The Series                                          | N.I.G.E.L. | |
| 1998–1999       | Jack, a kalóz                                    | Mad Jack the Pirate                                           | különböző karakterek | |
| 1998–2002       |                                                  | Oh Yeah! Cartoons                                             | különböző karakterek | |
| 1998–2005       | Pindúr pandúrok                                  | The Powerpuff Girls                                           | narrátor Bogármester | Kőszegi Ákos (narrátor) Dobránszky Zoltán (Bogármester) |
| 1999–2000       |                                                  | Dilbert                                                       | Asok, Ratbert, további karakterek                                                                                                  | |
| 1999–           | SpongyaBob Kockanadrág                           | SpongeBob SquarePants                                         | Spongyabob Kockanadrág, Csigusz, Félszem, a kalóz, további karakterek                                                              | Minárovits Péter (1. hang, Spongyabob) Baráth István (2. hang, Spongyabob) Seszták Szabolcs (énekhang 8. évadig, Spongyabob) Hamvas Dániel (8x18b-től, Csigusz) Katona Zoltán (legtöbb rész, Félszem a kalóz) Törköly Levente (néhány rész, Félszem a kalóz) |
| 1999–2024       | Futurama                                         | Futurama                                                      | Yancy Fry, további karakterek | |
| 1999–2002       |                                                  | Mission Hill                                                  | Wally Langford, további karakterek                                                                                                 | |
| 1999            |                                                  | Dexter's Laboratory: Ego Trip                                 | különböző szereplők | |
| 2000            |                                                  | Harvey Birdman, Attorney at Law                               | különböző szereplők | |
| 2001–2002       | Andy, a vagány                                   | What's with Andy?                                             | Steve Rowgee Jr., Roth | |
| 2001            |                                                  | The Zeta Project                                              | Bogg | |
| 2001            | Az igazság ligája                                | Justice League                                                | Keresési vezető | |
| 2001–2004, 2017 | Szamuráj Jack                                    | Samurai Jack                                                  | különböző karakterek | |
| 2001–2006       | A Görcs ikrek                                    | The Cramp Twins                                               | Wayne Cramp | Csőre Gábor |
| 2001–2017       | Tündéri keresztszülők                            | The Fairly OddParents                                         | kupido | |
| 2002            | Jimmy Neutron kalandjai                          | The Adventures of Jimmy Neutron: Boy Genius                   | különböző karakterek | |
| 2002            | Mizújs, Scooby-Doo?                              | What's New, Scooby-Doo?                                       | különböző karakterek | |
| 2002            |                                                  | Whatever Happened to… Robot Jones?                            | kocka | |
| 2002–2008       | Jelszó: Kölök nem dedós                          | Codename: Kids Next Door                                      | Knightbrace | |
| 2002–2004       | Ginger naplója                                   | As Told by Ginger                                             | Buzz Harris | |
| 2003–2004       |                                                  | Cartoon Monsoon                                               | különböző karakterek | |
| 2003            | Billy és Mandy kalandjai a kaszással             | The Grim Adventures of Billy and Mandy                        | Boo-Boo Bear | |
| 2003            |                                                  | Stripperella                                                  | 14-es ügynök | |
| 2003            |                                                  | Home Movies                                                   | további hang | |
| 2003            | Az életem tinirobotként                          | My Life as a Teenage Robot                                    | különböző karakterek | |
| 2003            | Szuperdod kalandjai                              | Duck Dodgers                                                  | különböző karakterek | |
| 2003–2005       | Tini titánok (televíziós sorozat)                | Teen Titans                                                   | Mumbo Jumbo Fixit | Sebestyén András (1. évad, Mumbo Jumbo) Szombathy Gyula (3. évad, Mumbo Jumbo) Vizy György (Fixit) |
| 2003–2006       | Saolin leszámolás                                | Xiaolin Showdown                                              | Raimundo Dashi nagymester Babszem Hannibal Roy                                                                                     | Molnár Levente (Raimundo) Csík Csaba Krisztián (Dashi nagymester) Németh Gábor (Babszem Hannibal Roy) |
| 2003–2004       |                                                  | Crank Yankers                                                 | Larson Grier | |
| 2004            |                                                  | Dave the Barbarian                                            | különböző karakterek | |
| 2004            |                                                  | Game Over                                                     | Glen, Arthur, Emcee, Cop | |
| 2004            | Megas XLR                                        | Megas XLR                                                     | különböző karakterek | |
| 2004            | Brandy és Mr. Bajusz                             | Brandy and Mr. Whiskers                                       | Ed | Csík Csaba Krisztián |
| 2004            |                                                  | Periwinkle Around the World                                   | Periwinkle | |
| 2004–2006       | Szuper robotmajom csapat akcióban!               | Super Robot Monkey Team Hyperforce Go!                        | Gibson | |
| 2004–2009       | Fosterék háza képzeletbeli barátoknak            | Foster's Home for Imaginary Friends                           | Eduardo | Ifj. Jászai László |
| 2004–2008       | Batman                                           | The Batman                                                    | Pingvin | Orosz István |
| 2005–2008       | László tábor                                     | Camp Lazlo                                                    | Lumpus főcserkész Csigábor | Galbenisz Tomasz (1. hang, Lumpus főcserkész) Schnell Ádám (2. hang, Lumpus főcserkész) Szokol Péter (Csigábor) |
| 2005–2008       | Az osztálytársam egy majom                       | My Gym Partner's a Monkey                                     | Pókmajom Jakab | Dányi Krisztián |
| 2005–2007       | A.T.O.M. – Alpha Teens On Machines               | A.T.O.M.                                                      | Mr. Lee, Spydah | |
| 2005            | Flúgos csapat                                    | Loonatics Unleashed                                           | Gunnar the Conqueror | |
| 2005            | Robotcsirke                                      | Robot Chicken                                                 | Charlie Bucket, Walt Disney | |
| 2005–2006       | Tündérbálvány                                    | The Fairly OddParents: Fairy Idol                             | kupidó | |
| 2006–2007       | Mókus fiú                                        | Squirrel Boy                                                  | Leon | |
| 2006            |                                                  | Korgoth of Barbaria                                           | Hargon, további karakterek | |
| 2006            | Hi Hi Puffy AmiYumi                              | Hi Hi Puffy AmiYumi                                           | Maurice | |
| 2006            |                                                  | Shorty McShorts' Shorts                                       | operátor | |
| 2006            |                                                  | The Emperor's Secret                                          | Ville Itälä | |
| 2006–2008       | 3000 osztálya                                    | Class of 3000                                                 | Edward „Eddie” Phillip | Fekete Zoltán |
| 2006–2013       | Manny mester                                     | Handy Manny                                                   | Mr. Lopart, Pat, további karakterek                                                                                                | Kossuth Gábor (Pat) |
| 2006–2015       |                                                  | WordGirl                                                      | Dr. Two-Brains, TJ Botsford, Warden Chalmers                                                                                       | |
| 2007            |                                                  | Grumpy Puppy: First Place Pup                                 | Paxton J. Pig | |
| 2007–2008       | Mit rejt Jimmy koponyája?                        | Out of Jimmy's Head                                           | Tux | Háda János |
| 2007–2010       | Chowder                                          | Chowder                                                       | különböző karakterek | |
| 2007–2011       | Vissza a farmra                                  | Back at the Barnyard                                          | különböző karakterek | |
| 2007–2009       | Transformers: Animated                           | Transformers: Animated                                        | különböző karakterek | |
| 2008–2009       |                                                  | Betsy's Kindergarten Adventures                               | Carl O'Connor | |
| 2008–2009       |                                                  | The Mr. Men Show                                              | további karakterek | |
| 2008            |                                                  | Imagination Movers                                            | Eddie | |
| 2008            |                                                  | Foster's Home for Imaginary Friends: Destination: Imagination | Eduardo, Billy Bob Norton | |
| 2008–2009       | Batman: A bátor és a vakmerő                     | Batman: The Brave and the Bold                                | Gumiember Babaarc | Bartucz Attila (Gumiember) Szokol Péter (Babaarc) |
| 2009            |                                                  | Sit Down, Shut Up                                             | Happy | |
| 2009            | Kívánságtan                                      | Wishology                                                     | különböző karakterek | |
| 2009–2011       |                                                  | The Super Hero Squad Show                                     | Vasember, Amerika kapitány, űrfantom, Őrök, MODOK, további karakterek                                                              | |
| 2010–2018       | Kalandra fel!                                    | Adventure Time                                                | Jégkirály, további karakterek | Csuha Lajos |
| 2010            | Generátor Rex                                    | Generator Rex                                                 | Mr. Buchiner, Fitzy Feakins | |
| 2010            | Lego: Hero Factory                               | Lego Hero Factory                                             | Evo, Daniel Rocka | Pál Tamás (Evo), Szabó Máté (Rocka) |
| 2010            |                                                  | The Cartoonstitute                                            | különböző karakterek | |
| 2010            | Star Wars: A klónok háborúja                     | Star Wars: The Clone Wars                                     | Nute Gunray, Greedo, Tan Divo nyomozó, Nahdar Vebb, Silood                                                                         | Végh Péter (Nute Gunray), Gubányi György István (Greedo), Rajkai Zoltán (Tan Divo nyomozó, 1. hang), Csőre Gábor (Tan Divo nyomozó, 2. hang), Láng Balázs (Nahdar Vebb) |
| 2011            | Pound Puppies: Kutyakölyköt minden kiskölyöknek! | Pound Puppies                                                 | Chuckles | |
| 2011–2013       | Dan a világ ellen                                | Dan Vs.                                                       | Crunchy | |
| 2011–2013       | Generátor Rex                                    | Generator Rex                                                 | Mr. Buchiner, Announcer, Fitzy Feakins                                                                                             | |
| 2012            | Nevetséges Napóleon                              | Napoleon Dynamite                                             | Curtis | |
| 2012            | Mad                                              | Mad                                                           | különböző karakterek | |
| 2012            | Korra legendája                                  | The Legend of Korra                                           | játékvezető | |
| 2012            | Sárkányok                                        | Dragons: Riders of Berk                                       | Mulch, Sven, Amos | |
| 2012–2013       | Zöld Lámpás                                      | Green Lantern: The Animated Series                            | Zilius Zox, Salaak, Byth Rok, Anti-Monitor, további karakterek                                                                     | |
| 2012–2020       | Dr. Plüssi                                       | Doc McStuffins                                                | Charlie | |
| 2012–2017       | A Pókember elképesztő kalandjai                  | Ultimate Spider-Man                                           | Otto Octavius / Doktor Oktopusz, Adrian Toomes / Keselyű, Bentley Wittman / Mágus (Wizard), Curt Connors / Gyík, Forgószél, Merlin | Bognár Tamás (Otto Octavius / Doktor Oktopusz), Szalay Csongor (Adrian Toomes / Keselyű), Varga Rókus (Bentley Wittman / Mágus / Wizard, (1. évad), Turi Bálint (Court Connors / Gyík, 1. évad), Seder Gábor (Court Connors / Gyík, 2. évadtól), Magyar Bálint (Court Connors / Gyík, 86. rész), Fehérváry Márton (Bentley Wittman / Mágus / Wizard, 2. évad, Forgószél, Merlin) |
| 2012–2014       |                                                  | The High Fructose Adventures of Annoying Orange               | Kókusz, Malacorn | |
| 2012–2014       | Brickleberry                                     | Brickleberry                                                  | Woody, Dr. Kuzniak | Schneider Zoltán (Woody) |
| 2012–2017       | Tini Nindzsa Teknőcök                            | Teenage Mutant Ninja Turtles                                  | Dr. Rockwell, Malfidor | Törköly Levente (Dr. Rockwell) |
| 2013–2019       | Ölelörny Henry                                   | Henry Hugglemonster                                           | Daddo, Grando | |
| 2013–2019       | Bosszúállók újra együtt                          | Avengers Assemble                                             | Lehetetlen ember, Forgószél | Kerekes József (Lehetetlen ember), Vári Attila (Forgószél) |
| 2013–2014       | Hulk és a Z.Ú.Z.D.A. ügynökei                    | Hulk and the Agents of S.M.A.S.H.                             | Doc Ock, láthatatlan ember | |
| 2013–2016       | Wander, a galaktikus vándor                      | Wander Over Yonder                                            | Undi Nagy úr katonái | Seszták Szabolcs és Szabó Máté |
| 2013–2018       | Clarence                                         | Clarence                                                      | Sumo, Számítógép hang | Berkes Bence (Sumo) |
| 2014–2023       | Tini titánok, harcra fel!                        | Teen Titans Go!                                               | Mumbo Jumbo | Vida Péter |
| 2014–           | Talking Tom és barátai                           | Talking Tom and Friends                                       | Hank Mikulás, Jeremy | Bodrogi Attila (Hank) Tarján Péter (Mikulás) |
| 2014–2016       | Mixelek                                          | Mixels                                                        | Flain, Seismo, Teslo, Tungster, Berp, Mysto, Screeno, Booger                                                                       | Horváth-Töreki Gergely (Flain), Czető Roland (Seismo), Endrédi Máté (Teslo), Orosz Gergely (Booger) |
| 2014–2016       |                                                  | TripTank                                                      | különböző karakterek | |
| 2014–2019       | Tom és Jerry-show                                | The Tom and Jerry Show                                        | Dr. Bigby, Hörcsög | Varga T. József (1. hang, Dr. Bigby) Forgács Gábor (2. hang, Dr. Bigby) |
| 2014            | Ben 10: Omniverzum                               | Ben 10: Omniverse                                             | Bezel | |
| 2014–           | Rick és Morty                                    | Rick and Morty                                                | Squanchy, további karakterek | Berkes Bence |
| 2015            | Kenyér királyok                                  | Breadwinners                                                  | Bear Ruffinbuff, SwaySway apja | |
| 2015            | Turbó Spuri                                      | Turbo Fast                                                    | Mac Slammer | |
| 2015            | Transformers: Robots in Disguise                 | Transformers: Robots in Disguise                              | Nightstrike | Juhász Zoltán |
| 2015            | Kergefarm                                        | Pig Goat Banana Cricket                                       | különböző karakterek | |
| 2015            | Csak lazán, Scooby-Doo!                          | Be Cool, Scooby-Doo!                                          | különböző karakterek | |
| 2015–2019       |                                                  | Niko and the Sword of Light                                   | Mandok | |
| 2015–2019       | A galaxis őrzői                                  | Guardians of the Galaxy                                       | A Gyűjtő | Viczián Ottó |
| 2015–2018       | Miles a jövőből                                  | Miles from Tomorrowland                                       | Leo, további karakterek | Posta Victor |
| 2015–2018       | DC Super Hero Girls: Tini szuperhősök            | DC Super Hero Girls                                           | Jim Gordon Bolond Himzés | Pavletits Béla Joó Gábor |
| 2015–2016       | Fresh Beat, a kémcsapat                          | Fresh Beat Band of Spies                                      | Champ von Winnerchamp | |
| 2015–2017       | Mr. Peabody és Sherman show                      | The Mr. Peabody & Sherman Show                                | különböző karakterek | |
| 2016–2019       | Pindúr pandúrok                                  | The Powerpuff Girls                                           | Bogármester Narrátor | Kassai Károly (Bogármester) Pál Tamás (Narrátor) |
| 2016–2017       | Flash és a Ronkok                                | Rolling with the Ronks!                                       | Flash | Karácsonyi Zoltán |
| 2016–2017       | Bűvös varázskardok                               | Mighty Magiswords                                             | Jack O'Lantern | |
| 2016            | Csillag kontra Gonosz Erők                       | Star vs. the Forces of Evil                                   | Bohóc | |
| 2016            | Végre otthon – Tip és Oh kalandjai               | Home: Adventures with Tip & Oh                                | különböző karakterek | |
| 2016–2018       | Trollvadászok                                    | Trollhunters: Tales of Arcadia                                | Otto Scaarbach | |
| 2017            |                                                  | Billy Dilley's Super-Duper Subterranean Summer                | Zeke | |
| 2017            |                                                  | Apollo Gauntlet                                               | Repulsis, további karakterek | |
| 2017            |                                                  | Lego DC Super Hero Girls                                      | Jim Gordon | |
| 2017            | Üdv a Wayne-ben                                  | Welcome to the Wayne                                          | SpongyaRobert | Baráth István |
| 2017–2019       | Flúgos futam                                     | Wacky Races                                                   | Százszorszép Szepi | Fekete Zoltán |
| 2017–2019       |                                                  | The Stinky & Dirty Show                                       | Monster Truck | |
| 2017–2020       | Ben 10                                           | Ben 10                                                        | Xingo | Kerekes József |
| 2018            | Kémkölykök: Kritikus küldetés                    | Spy Kids: Mission Critical                                    | Küpkakke | |
| 2018            |                                                  | The Adventures of Rocky and Bullwinkle                        | Boudreaux | |
| 2018            | A tini nindzsa teknőcök felemelkedése            | Rise of the Teenage Mutant Ninja Turtles                      | Albearto | Varga Rókus |
| 2018            |                                                  | Woody Woodpecker                                              | Rozmár Karcsi | |
| 2018            | Medvetesók                                       | We Bare Bears                                                 | különböző karakterek | |
| 2018–2022       | Paradise rendőrei                                | Paradise PD                                                   | Randall Crawford őrmester | |
| 2018–2021       | Kacsamesék                                       | DuckTales                                                     | Kótyag Kacsa Dr. Atmoz | Bognár Zsolt Petridisz Hrisztosz |
| 2018–2021       | Az űr vége                                       | Final Space                                                   | Kevin Van Newton | |
| 2018–2019       | Hárman a Földön: Arcadia meséi                   | 3Below: Tales of Arcadia                                      | Dadblank | |
| 2019            | Mickey egér                                      | Mickey Mouse                                                  | hold | |
| 2019            | Spongyabob szenzációs szülinapi szuperbulija     | SpongeBob's Big Birthday Blowout                              | Spongyabob Csigusz Félszem | Baráth István Hamvas Dániel Törköly Levente |
| 2019            | Hová tűnt Vili?                                  | Where's Waldo?                                                | Boltos | |
| 2019            | Bob burgerfalodája                               | Bob's Burgers                                                 | férfi | |
| 2019            | BoJack Horseman                                  | BoJack Horseman                                               | különböző karakterek | |
| 2019            | Ősember                                          | Primal                                                        | majmok | |
| 2019            | Adam jobban tudja                                | Adam Ruins Everything                                         | McQuack | |
| 2019–2022       | Victor és Valentino                              | Victor and Valentino                                          | Guillermo | Papp Dániel |
| 2019–2020       | Scooby-Doo és (sz)társai                         | Scooby-Doo and Guess Who?                                     | Augie Anderson Mudsy Muddlemore | Turi Bálint Kapácsy Miklós |
| 2020            | Harley Quinn                                     | Harley Quinn                                                  | Clayface keze | |
| 2020            | Varázslók: Arcadia meséi                         | Wizards: Tales of Arcadia                                     | Lock, Dadblank | |
| 2020            |                                                  | Star Trek: Lower Decks                                        | Quimp | |
| 2020            | Vigyázz, ufók!                                   | Solar Opposites                                               | Mark Sly Stallone Cooke érzelmi szörnye                                                                                            | Sipka Gábor Majorfalvi Bálint Nagy Bálint |
| 2020–2023       | Tapsi Hapsi és barátai                           | Looney Tunes Cartoons                                         | Őrült tudós | Papucsek Vilmos |
| 2020–2021       | Kalandra fel! Távoli világok                     | Adventure Time: Distant Lands                                 | Jégkirály | Csuha Lajos |
| 2021–2022       | Kozmoszkölyök                                    | Kid Cosmic                                                    | Chuck | Kapácsy Miklós |
| 2021–2022       |                                                  | He-Man and the Masters of the Universe                        | Orko | |
| 2021–2024       | Korall tábor: SpongyaBob alsós évek              | Kamp Koral: SpongeBob's Under Years                           | Spongyabob Csigusz | Baráth István, Seszták Szabolcs (ének) Hamvas Dániel |
| 2021–           | Csillag Patrik műsora                            | The Patrick Star Show                                         | Spongyabob Csigusz | Baráth István Hamvas Dániel |
| 2022            | Batwheels                                        | Batwheels                                                     | Crash | Moser Károly |
| 2023–           | Kiff                                             | Kiff                                                          | Trevor Angstrom | Tóth Csanád |
| 2023            | Macitesók                                        | We Baby Bears                                                 | Landlord | |
| 2023            |                                                  | Frog and Toad                                                 | Mink, Firefly | |
| 2023            | Kalandra fel! Fionna és Cuki                     | Adventure Time: Fionna and Cake                               | Simon Petrikov Jégkirály | Molnár Kristóf Csuha Lajos |
| 2023            | A Lármás család                                  | The Loud House                                                | fagylalt árus | |
| 2024            | Batman: A köpenyes lovag                         | Batman: Caped Crusader                                        | Zöld Íjász, Pingvin | |

## Fordítás
- Ez a szócikk részben vagy egészben  a   Tom Kenny című angol Wikipédia-szócikk fordításán alapul.  Az eredeti cikk szerkesztőit annak laptörténete sorolja fel. Ez a jelzés csupán a megfogalmazás eredetét és a szerzői jogokat jelzi, nem szolgál a cikkben szereplő információk forrásmegjelöléseként.